# 6-дюймовая пушка Mark XIX
6-дюймовая пушка Mark XIX (англ. BL 6-inch gun Mk XIX) — британское 152-мм орудие времён Первой и Второй мировых войн.

## История
Большинство военных теоретиков до Первой мировой войны были склонны придерживаться концепции наступательной маневренной войны, которая до прихода механизации означала концентрацию на кавалерии и малокалиберной артиллерии на конном буксире. Хотя у большинства противников была тяжёлая полевая артиллерия до начала Первой мировой войны, ни у одного из них не было достаточного количества тяжёлых орудий на вооружении, и при этом они не предвидели растущего значения тяжёлой артиллерии после того, как Западный фронт застоялся и началась траншейная война. Теоретики не предвидели, что траншеи, колючая проволока и пулемёты лишают их мобильности, на которую они рассчитывали, и, как во Франко-прусской и Русско-турецкой войнах, потребность в тяжёлой артиллерии вновь возникла. Поскольку самолёты того периода ещё не могли нести бомбы большого диаметра, бремя доставки тяжёлых боеприпасов легло на артиллерию. Бойцы изыскивали всё, что могло бы выстрелить, что на практике приводило к опустошению крепостей и артиллерийских складов, находящихся в резерве. Это также означало переоборудование береговой артиллерии и излишних морских пушек в полевые орудия путём пересадки качающихся частей на буксируемые или разборные лафеты пригодные для полевой стрельбы или установки более крупных орудий на железнодорожных платформах.
Mark XIX была спроектирована и изготовлена компанией Vickers специально как полевая пушка, в отличие от своих предшественников, которые возникли как переделки морских пушек. Длина ствола была уменьшена с 45 калибров его морских предшественников до 35 калибров для уменьшения веса и повышения мобильности. 6-дюймовая пушка образца 1916 года была типичным британским сборным орудием того времени, созданным из стали с центральным нарезным дулом, усиленным плетёной проволокой поверх, обмотанной вокруг вкладыша, защитной внешней оболочкой ствола, казённой втулкой и казёнником.
Mark XIX представляла собой казнозарядную конструкцию с винтовой казённой частью с поршневым затвором Уэлина, в котором использовалось раздельное заряжание: картузные заряды и снаряды. «Механизм казённой части приводится в действие с помощью рычага с правой стороны казённой части. При перемещении рычага назад задняя часть винта автоматически разблокируется и поворачивается в положение загрузки. После загрузки одним толчком рычага вставляется казенная часть. закрутите и поверните его в запертое положение. Разводной механизм аналогичен механизму 8-дюймовых гаубиц, как в конструкции, так и в работе».
В Mark XIX использовался та же конструкция лафета и механизма компенсации отдачи, что и в 8-дюймовой гаубице Mk VI. Станок представлял собой коробчатый лафет с двумя большими спицами из стальных колес, гидропневматическим механизмом компенсации отдачи и без защитного щитка. У лафетов было большое отверстие позади казенной части, чтобы позволить большие углы возвышения орудия. Из-за веса оружия его нельзя было буксировать конной командой, и вместо этого его пришлось буксировать паровым тяговым двигателем (traction engine) или артиллерийским тягачом. Mark XIX чаще всего использовалась для контрбатарейной стрельбы.

## Использование

### Великобритания
310 пушек Mark XIX было произведено во время Первой мировой войны, и орудие служило на всех ТВД, 108 Mark XIX находилось на Западном фронте в конце Первой мировой войны, но это не полностью заменило пушку Mk VII, до конца войны.
3 батареи пушек служили в Британских экспедиционных силах во Франции в начале Второй мировой войны, а другие были развёрнуты в обороне Великобритании. Пушка была заменёна на американскую 155-мм пушку M1, а лафеты использовались для 7,2-дюймовой гаубицы.

### Соединённые Штаты Америки
Когда Соединенные Штаты вступили в Первую мировую войну, им потребовалась дальнобойная тяжёлая артиллерия, поэтому орудие, произведенное для армии США, получило обозначение 6-дюймовая пушка M1917. В некоторых американских источниках также использовалось обозначение Mark XIX. Начиная с 1917 года Армия США приобрела у британцев 100 единиц пушек, а также 50 «орудийных корпусов» («gun bodies»), предположительно в качестве запасных стволов. Поставки не были завершены до марта 1920 года. Лафет был слегка модифицирован на основе лафета британской 8-дюймовой гаубицы Mark VII и называлась 6-дюймовой пушкой Mark VIIIA.
В «Справочнике артиллерии» Артиллерийского департамента США (US Army Ordnance Department) от мая 1920 года говорится, что:

Оригинальные британские боеприпасы настолько напоминали американские, что было решено использовать [США] обычный осколочно-фугасный снаряд Mark II … Заряд к выстрелу будет состоять из базовой секции и секции приращения общим весом приблизительно 25 фунтов.— 
К 1933 году у 99 хранящихся пушек с 51 запасным стволом не было боеприпасов. Хотя было рассмотрено производство 6-дюймовых боеприпасов или перестволение орудий для использования стандартных 155-мм боеприпасов, никаких действий не предпринималось и орудия остались на хранении.

### Бразилия
До того, как Соединённые Штаты Америки вступили во Вторую мировую войну, Армия США объявила М1917 устаревшей, и 99 орудий были переданы Бразильской армии как часть пакета военной помощи, причём поставки начались в октябре 1940 года. Соединённые Штаты оказали помощь Бразилии в производстве боеприпасов для орудий. В 1941 году Соединенные Штаты начали поставлять в Бразилию запасные колёса и пневматические шины для буксировки орудий на более высоких скоростях. Они использовались Бразилией в качестве береговой артиллерии до 1960-х годов, когда они были сняты с вооружения. В Бразилии их иногда использовали на круглых бетонных платформах, аналогичных «Панамским горам» (Panama mount), используемым для буксируемых 155-мм пушек в американских установках. По состоянию на 2016 год в музеях и в мемориалах Бразилии и других местах оставалось около десятка орудий, хотя в Соединённых Штатах их уже не было.

### Южно-Африканский Союз
До начала Второй мировой войны Южно-Африканский Союз планировал использовать эти орудия для укрепления городов Дурбан, Кейптаун и бухты Салданья.
В течение короткого периода времени два орудия были развёрнуты для защиты гавани Порт-Элизабет в начале Второй мировой войны.

## Аналоги
- 155-мм пушка Фийю образца 1917 года
- 15 cm Kanone 16

## Галерея

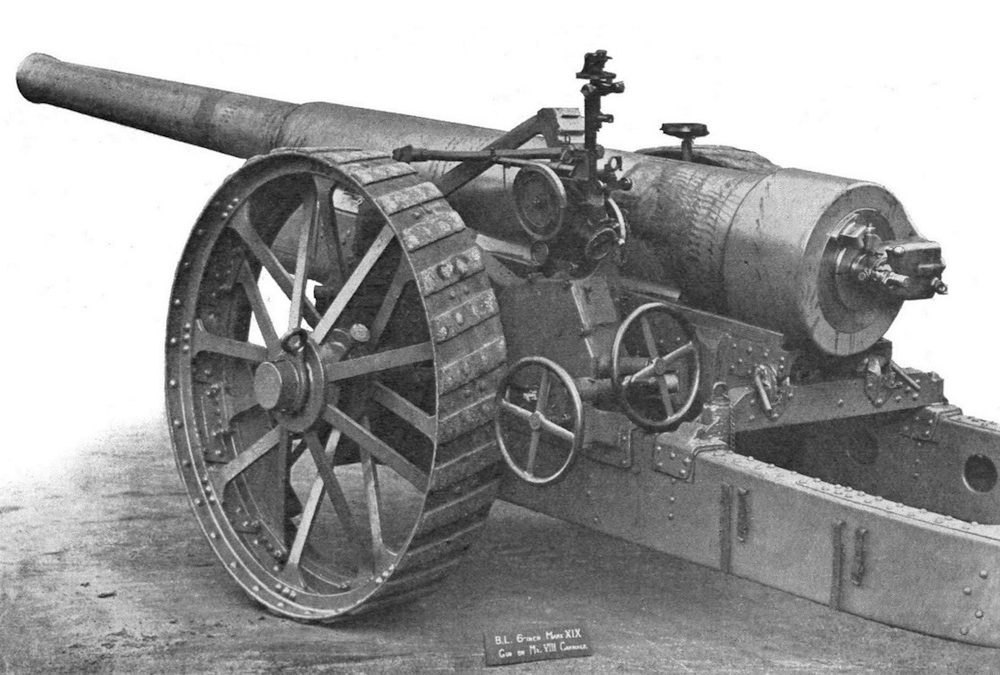
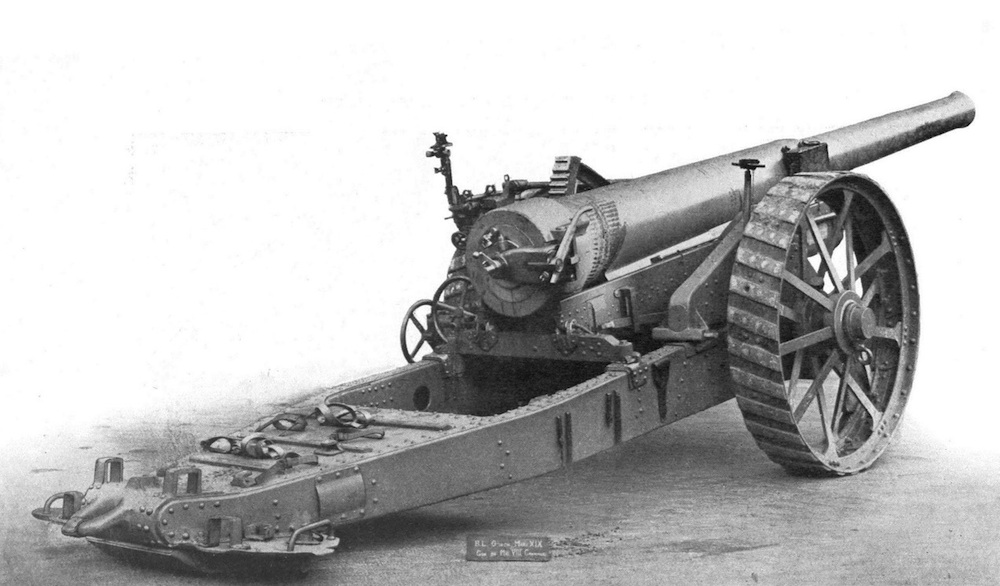
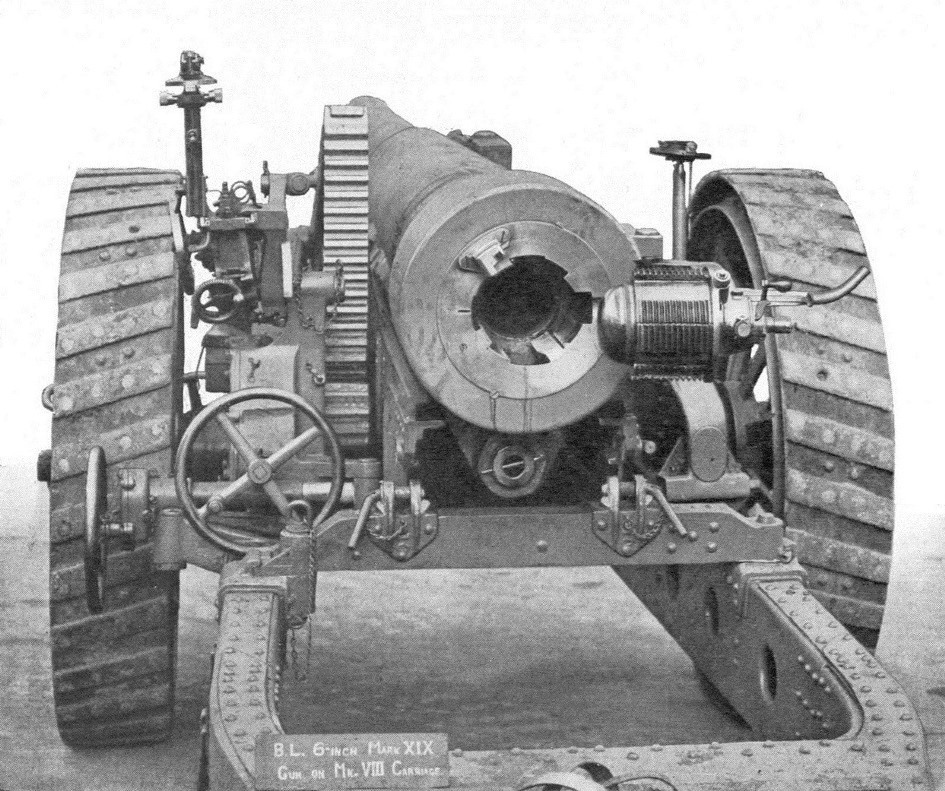
Затвор
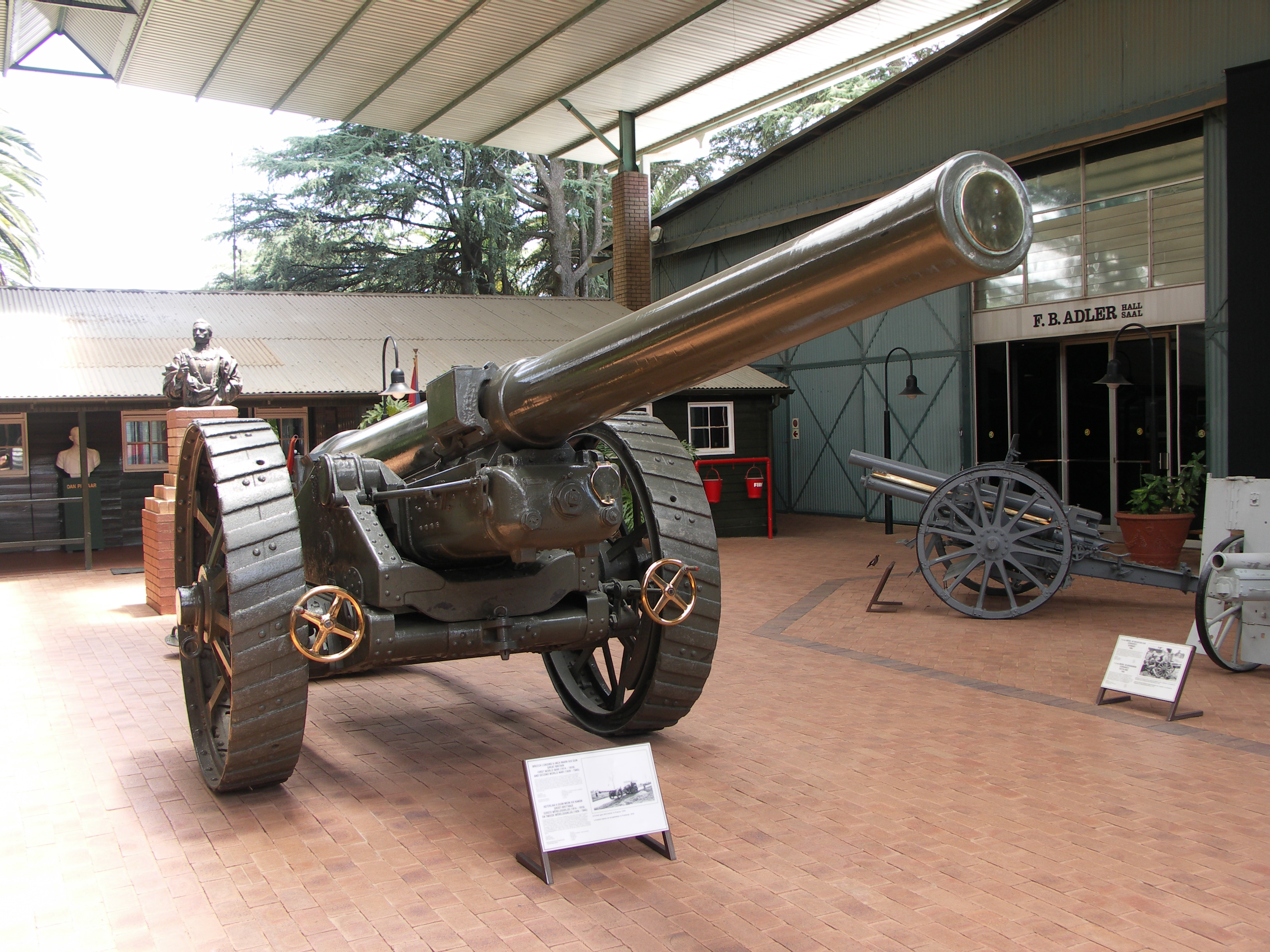
В Южно-Африканском национальном музее военной истории.
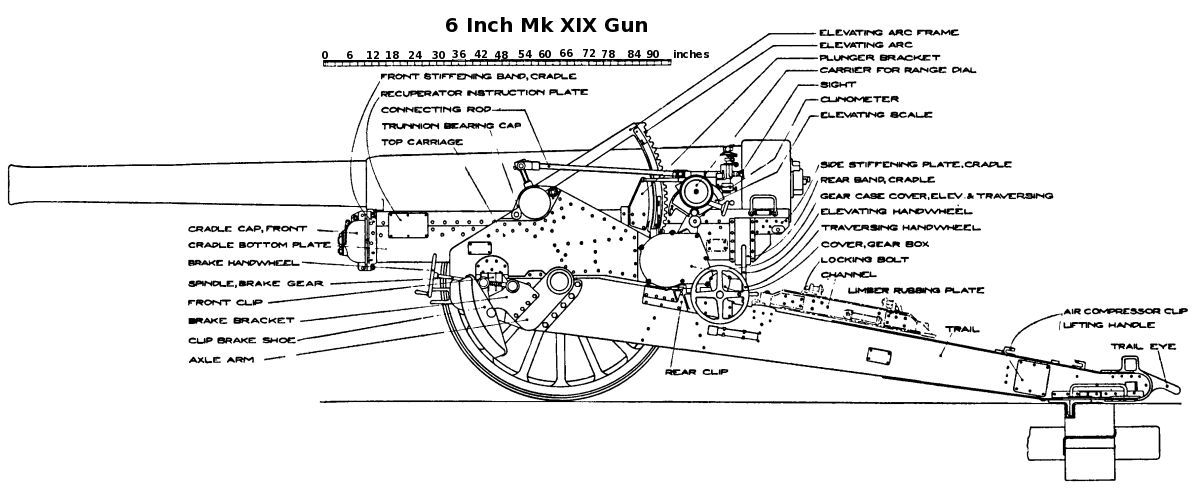
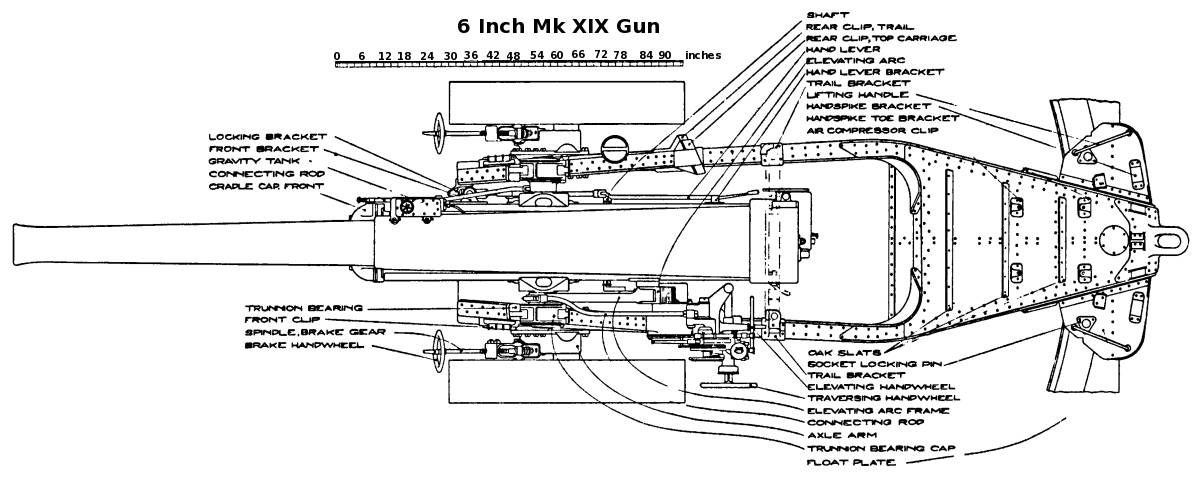
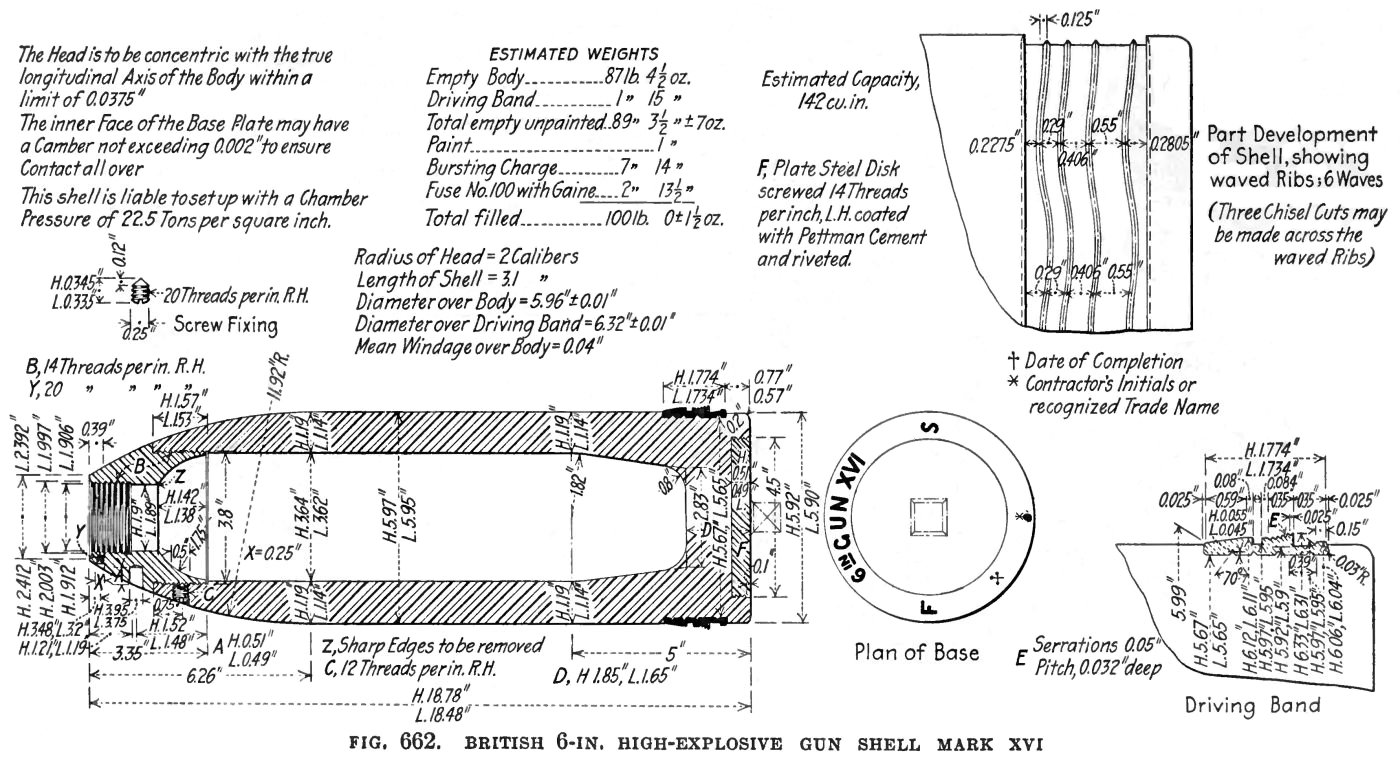
Британский снаряд Mk XVI, ПМВ.
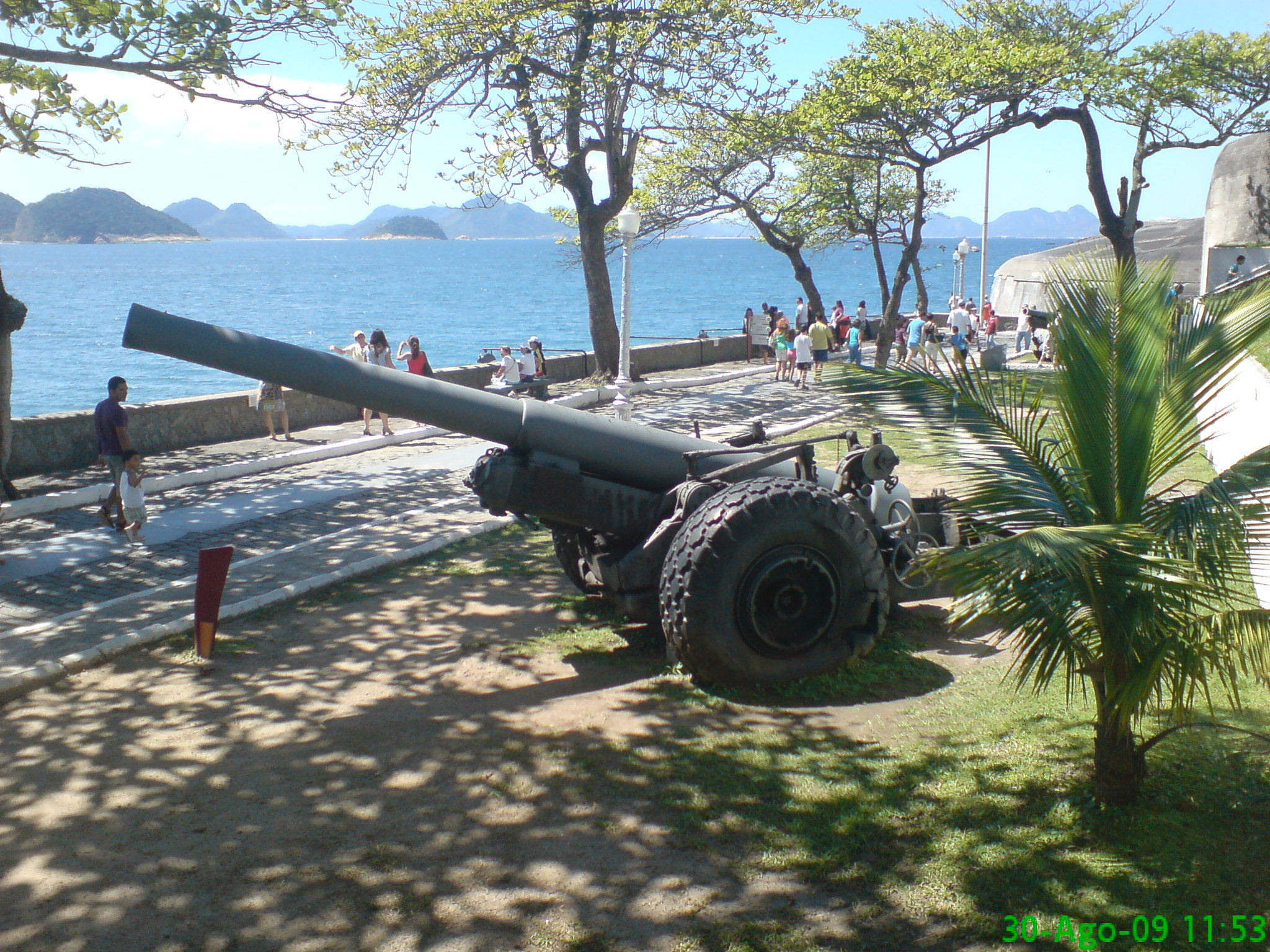
В бразильском военном музее, Форт Копакабана.